# MH 18. Légvédelmi Rakétaezred
A Magyar Honvédség 18. Légvédelmi Rakétaezred, a Magyar Honvédség 1992-ben felszámolt egyik csapat légvédelmi rakétaezrede volt.

## A szervezet rövid története
Az alakulat MN 18. Légvédelmi Tüzérosztályként alakult meg Nagykanizsán, a Gábor Áron Laktanyában 1950-ben. A kaposvári 17. Lövészhadosztály alárendeltségébe tartozott. Ez idő tájt a nagykanizsai helyőrségben lévő csapatok, elsősorban a MN 29. Lövészezred, valamint a fontos objektumok légvédelmi biztosítását látta el.
1954-től a Gábor Áron Laktanya önállóvá vált, megszűnt a 29. Lövészezred alá rendelése. Az 1956-os forradalom után részleges laktanya-felújítás kezdődött, majd 1961-ben 57 mm-es légvédelmi gépágyúkkal korszerűsítették a fegyverzetet.
1961-ben létrejött az összhaderőnemi 5. Hadsereg-parancsnokság, ami a Magyar Néphadsereg összes szárazföldi alakulatát irányította.
Az alakulatot a kaposvári MN 9. Gépkocsizó Lövészhadosztály alárendeltségébe helyezték, mint elvonuló légvédelmi tüzérosztályt.
1968-ban a csehszlovákiai bevonulás során teljes harckészültséget rendeltek el a Magyar Néphadsereg alakulatai számára. A nagykanizsai légvédelmi tüzérezred a taszári repülőtér légvédelmi oltalmazását látta el. Szintén 1968-ban az osztályt ezreddé szervezték át.
1976-ban a nagykanizsai MN 18. Légvédelmi Tüzérosztály a MN 8. Gépesített Lövészhadosztályhoz került átadásra, amíg a kalocsai 15. Légvédelmi Tüzérezred a kaposvári hadosztály alárendeltségébe került. A KUB program keretében 1979-ben a háromüteges szervezetű 18. Légvédelmi Tüzérezred a RM–207 típusú célanyagra hajtotta végre rendszerbeállító éleslövészetét.
A keszthelyi 7. Önálló Légvédelmi Tüzérezred 1981-ben átadta fegyverzetét az akkor átfegyverzésre kerülő (háromüteges szervezetű) 15. Légvédelmi Tüzérezrednek, valamint az egy-egy üteggel négyütegesre bővülő 14. Légvédelmi Tüzérezrednek és 18. Légvédelmi Tüzérezredeknek. A 15. Légvédelmi Tüzérezred 1982. évi éleslövészetével, rendszerbeállításával kialakult az a rendszer, miszerint a 2K12 Kub légvédelmi tüzérezredek a hadosztályok oltalmazását szolgálják.
1986-ban az első lépcsős hadosztályoknál a hadosztály-parancsnokság légvédelmi főnöke (rádiótechnikai század) és a légvédelmi ütegek közötti vezetés céljára PU–12 típusú automatizált légvédelmi vezetési pontokat rendszeresítettek. 
1987. március 1-jével jelentős szervezeti változások kezdődtek. Ez volt a RUBIN-feladat. Az 5. Hadsereg és a 3. Hadtest hadosztályait felszámolták és közvetlenül az 5. Hadsereg alárendeltségében három hadtestet hoztak létre. A gépesített hadtestek alárendeltségébe egy-egy állandó készenlétű légvédelmi rakétaezred (14., 18. és 15. ezredek) és egy-egy hosszabb készenlétű légvédelmi tüzérezred (87., 102. és 6. ezredek), valamint egy-egy rádiótechnikai század tartozott.
1991-ben a rendszerváltozás következtében az 1. Honi Légvédelmi Hadtest jogutódjaként megalakult a MH Légierő Parancsnokság, amelynek alárendeltségébe kerültek nemcsak a honi légvédelmi rakétaezredek, hanem a csapatlégvédelmi ezredek (7., 14., 18. és 15.), valamint a légvédelmi rakétatechnikai bázis is.
1992. július 31-én felszámolásra került a MH 18. Légvédelmi Rakétaezred. Az alakulat technikai eszközeivel ötütegesre bővítették a győri és a kalocsai légvédelmi rakétaezredeket.

## Parancsnokok
Az ezred parancsnokai (a kinevezéskor viselt rendfokozattal)
- Teleki István főhadnagy
- Házi János százados
- Bányi Tibor százados
- Brassai Lajos őrnagy
- Domján Gyula alezredes
- Zavadszky Lajos ezredes
- Erős István alezredes